# Liste von Synagogen in Kroatien
Die Liste von Synagogen in Kroatien enthält ehemalige und bestehende Synagogen in Kroatien, die zumindest als Gebäude noch vorhanden sind. Bei dem Erbauungsjahr ist das Jahr der Fertigstellung angegeben; bei den kursiv dargestellten Jahreszahlen handelt es sich um ungefähre Werte.
Navigation: B D K O R S V Z
| Stadt      | Name           | Erbaut | Zerstört | Bemerkung                                         | Bild |
| ---------- | -------------- | ------ | -------- | ------------------------------------------------- | ---- |
| Bjelovar   | Alte Synagoge  | 1882   | 1917     | Wegen Bau der Neuen Synagoge abgerissen           |      |
| Bjelovar   | Neue Synagoge  | 1917   |          | Ersetzte Alte Synagoge; jetzt Kulturhaus          |      |
| Dubrovnik  | Synagoge       | 1400   |          |                                                   |      |
| Koprivnica | Synagoge       | 1875   |          | Renoviert                                         |      |
| Osijek     | Synagoge       | 1867   | 1950     | 1941 in Brand gesteckt; Ruine bis 1950 abgerissen |      |
| Rijeka     | Neue Synagoge  | 1930   |          |                                                   |      |
| Sisak      | Synagoge       | 1880   |          | Heute Musikschule                                 |      |
| Varaždin   | Synagoge       | 1862   |          | seit 2020 renoviert                               |      |
| Vukovar    | Große Synagoge | 1889   | 1958     | in WW II verwüstet; 1958 abgerissen               |      |
| Zagreb     | Synagoge       | 1867   | 1944     | im WK 2 von kroatischen Faschisten zerstört       |      |